# Municipio de White Lake (Dakota del Norte)
El municipio de White Lake (en inglés: White Lake Township) es un municipio ubicado en el condado de Slope en el estado estadounidense de Dakota del Norte. En el año 2010 tenía una población de 23 habitantes y una densidad poblacional de 0,25 personas por km².

## Geografía
El municipio de White Lake se encuentra ubicado en las coordenadas 46°30′1″N 103°14′11″O / 46.50028, -103.23639. Según la Oficina del Censo de los Estados Unidos, el municipio tiene una superficie total de 92.87 km², de la cual 92,15 km² corresponden a tierra firme y (0,77 %) 0,72 km² es agua.

## Demografía
Según el censo de 2010, había 23 personas residiendo en el municipio de White Lake. La densidad de población era de 0,25 hab./km². De los 23 habitantes, el municipio de White Lake estaba compuesto por el 100 % blancos. Del total de la población el 0 % eran hispanos o latinos de cualquier raza.